# Chris Medina
Christopher Edward Medina (født 30. november 1983 Chicago) er en amerikansk-norsk sanger. I slutningen af 2010 gik han til audition på American Idol og kom med i top 40 inden han blev stemt ud. Han er mest kendt for sit hit "What Are Words", som nåede førstepladsen i både Sverige og Norge; og den nåede nummer 83 på Billboard Hot 100.

## Diskografi

### Studiealbums
| Title          | Album detaljer                                                                       | Højeste hitlisteplacering | Højeste hitlisteplacering |
| Title          | Album detaljer                                                                       | NOR                       | SWE                       |
| -------------- | ------------------------------------------------------------------------------------ | ------------------------- | ------------------------- |
| What Are Words | - Released: 26 November 2011 - Label: Eccentric Music - Format: CD, Digital download | 7                         | 5                         |

### EP'er
| Titel             | Detaljer                                                                                        |
| ----------------- | ----------------------------------------------------------------------------------------------- |
| Letters to Juliet | - Udgivelsesdato: 5. marts, 2013 - Pladeselskab: Executive Records - Formater: Digital download |

### Singler
| Titel                         | År   | Højeste hitlisteplacering | Højeste hitlisteplacering | Højeste hitlisteplacering | Højeste hitlisteplacering | Certificeringer                   | Album             |
| Titel                         | År   | DEN                       | NOR                       | SWE                       | US                        | Certificeringer                   | Album             |
| ----------------------------- | ---- | ------------------------- | ------------------------- | ------------------------- | ------------------------- | --------------------------------- | ----------------- |
| "What Are Words"              | 2011 | 19                        | 1                         | 1                         | 83                        | - NOR: 4× Platin - SWE: 2× Platin | What Are Words    |
| "One More Time"               | 2011 | —                         | 16                        | —                         | —                         |                                   | What Are Words    |
| "Amazed"                      | 2012 | —                         | —                         | —                         | —                         |                                   | What Are Words    |
| "My Hopeless"                 | 2013 | —                         | —                         | —                         | —                         |                                   | Non-album singles |
| "Make it Home"                | 2015 | —                         | —                         | —                         | —                         |                                   | Non-album singles |
| "Something Kind of Wonderful" | 2015 | —                         | —                         | —                         | —                         |                                   | Non-album singles |
| "Cut Me"                      | 2018 | —                         | —                         | —                         | —                         |                                   | Non-album singles |
| "We Try"                      | 2019 | —                         | —                         | —                         | —                         |                                   | Non-album singles |

Medvirkende
- 2014: "Here Comes the Flood" (Getty Domein feat Chris Medina)